# Dylan Walsh
Dylan Walsh (* 17. November 1963 in Los Angeles, Kalifornien) ist ein US-amerikanischer Schauspieler. Bekannt wurde Dylan Walsh in der Serie Nip/Tuck – Schönheit hat ihren Preis in der er die Rolle des Schönheitschirurgen Sean McNamara spielte. Die Serie wurde 2005 mit dem Golden Globe als beste Dramaserie ausgezeichnet.

## Leben
Dylan Walsh wurde 1963 in Kalifornien geboren, wuchs aber in Afrika, Indien und Indonesien auf. Die High School absolvierte er in den USA, wo er auch seine Schauspielkarriere als Theaterdarsteller begann. Seit seinem Filmdebüt in John Boormans Where the Heart is arbeitet er für Film und Fernsehen.
Im Kino war er bisher nur in Nebenrollen zu sehen, so in Wir waren Helden, Blood Work und Nobody’s Fool – Auf Dauer unwiderstehlich. Versuche, sich als Hauptdarsteller zu profilieren, scheiterten, wie in der Michael-Crichton-Verfilmung Congo.
Walsh benutzt mehrere Künstlernamen: Charles Hunter Walsh, Charles Walsh und Charlie Walsh.

## Filmografie (Auswahl)
- 1987–1989: Kate & Allie (Fernsehserie, 5 Folgen)
- 1989: Verschwörung in L.A. (Chameleons, Fernsehfilm)
- 1989: Loverboy – Liebe auf Bestellung (Loverboy)
- 1989: Die Entscheidung (When We Were Young, Fernsehfilm)
- 1990: Familienehre (Betsy’s Wedding)
- 1990: Die Zeit der bunten Vögel (Where the Heart Is)
- 1990–1991: Chicago Soul (Gabriel’s Fire, Fernsehserie, 22 Folgen)
- 1993: Arctic Blue
- 1993: Verhängnisvolles Spiel (Telling Secrets, Fernsehfilm)
- 1994: Nobody’s Fool – Auf Dauer unwiderstehlich (Nobody’s Fool)
- 1994: Zwei Männer um Natalie (Radio Inside)
- 1995: Congo
- 1996: Eden
- 1997: Männer sind zum Küssen da (Men)
- 1997: Das Leben geht weiter (Changing Habits)
- 1997: Im Bann des Terrors (Divided by Hate, Fernsehfilm)
- 1997–1998: Brooklyn South (Fernsehserie, 22 Folgen)
- 1998: The Almost Perfect Bank Robbery (Fernsehfilm)
- 1998: Outer Limits – Die unbekannte Dimension (The Outer Limits, Fernsehserie, Folge 4x03)
- 1999: Adam – Ein Kapitel für sich (Chapter Zero)
- 1999: Kreuzfahrtschiff auf Todeskurs (Final Voyage)
- 2001: Deadly Little Secrets
- 2001: Jet Boy
- 2002: Blood Work
- 2002: Jo (Fernsehfilm)
- 2002: Par 6
- 2002: Fusion Factor – Wenn Macht zur tödlichen Gefahr wird (Power Play)
- 2002: Wir waren Helden (We Were Soldiers)
- 2003: More Than Meets the Eye: The Joan Brock Story
- 2002: Twilight Zone (The Twilight Zone, Fernsehserie, Folge 1x06)
- 2002: Presidio Med (Fernsehserie, Folge 1x02)
- 2003: The Lone Ranger
- 2003–2004: Everwood (Fernsehserie, 3 Folgen)
- 2003–2010: Nip/Tuck – Schönheit hat ihren Preis (Nip/Tuck, Fernsehserie, 100 Folgen)
- 2005: Edmond
- 2006: Das Haus am See (The Lake House)
- 2006: Mare, Il
- 2008: Just Add Water – Das Leben ist kein Zuckerschlecken (Just Add Water)
- 2009: Stepfather (The Stepfather)
- 2010: Secretariat – Ein Pferd wird zur Legende (Secretariat)
- 2011–2016: Unforgettable (Fernsehserie, 61 Folgen)
- 2012: CSI: Vegas (CSI: Crime Scene Investigation, Fernsehserie, Folge 13x08)
- 2012: Drop Dead Diva (Fernsehserie, Folge 4x12)
- 2013: Revenge (Fernsehserie, 2 Folgen)
- 2013: Castle (Fernsehserie, Folgen 5x15 Entführt (1) und 5x16 Entführt (2))
- 2015: Navy CIS: New Orleans (NCIS: New Orleans, Fernsehserie, 3 Folgen)
- 2015: Motive (Fernsehserie, Folge 3×4)
- 2016: Designated Survivor (Fernsehserie Folge 1x05)
- 2017: Chicago Justice (Fernsehserie, Folge 1x12)
- 2017: When We Rise (Fernsehserie, 4 Folgen)
- 2018: Law & Order: Special Victims Unit (Fernsehserie, Folge 20x1&2)
- 2018: Life Sentence (Fernsehserie, 13 Folgen)
- 2019: Whiskey Cavalier (Fernsehserie, 4 Folgen)
- 2019–2024: Blue Bloods – Crime Scene New York (Blue Bloods, Fernsehserie)
- 2021–2023: Superman & Lois (Fernsehserie)
- 2024: SEAL Team (Fernsehserie)